# 15 бекет
15 бе́кет (каз. 15 бекет) — село у складі Мангистауського району Мангистауської області Казахстану. Входить до складу Отпанського сільського округу.
У радянські часи село називалось Роз'їзд № 15.
Населення — 54 особи (2021; 103 у 2009, 390 у 1999).